# 非常規石油
非常規石油（英語：Unconventional oil）是使用傳統方法以外的技術來生產或提取的石油。 由於常規石油儲量日益稀缺，全球工業和政府都在投資非常規石油資源。 非常規石油和天然氣的生產已經減少美國對能源進口的依賴。 

### 來源
根據國際能源署 (IEA) 的《2001 年世界能源展望》，非常規石油包括“油頁岩、油砂基合成原油和其衍生產品（重油、Orimulsion®）、煤基液體供應產品、生物質基液體供應產品、 氣體到液體 (GTL) - 由氣體化學處理產生的液體”。
在 IEA 的 2011 年世界能源展望報告中，“非常規石油包括 超重油、天然瀝青（油砂）、乾酪根油、天然氣 化學加工產生的液體和氣體、煤至液體 (CTL) 和添加劑。” 。

### 定義
在其與經濟合作與發展組織 (OECD) 聯合發布的 2013 年網頁中，IEA 觀察到，非常規和常規石油的定義也隨著技術和經濟的變化而變化。。 
常規石油是包括原油和天然氣及其凝析油。 非常規石油由更廣泛的液體來源組成，包括油砂、重油、氣液和其他液體。 一般來說，傳統石油比非常規石油更容易生產且成本更低。 然而，“常規”和“非常規”類別並不固定不變，隨著時間的推移，隨著經濟和技術條件的發展，迄今為止被認為是非常規的資源可以轉變到常規類別。
根據美國能源部 (DOE) 的說法，國際能源署不承認任何普遍接受的“常規”或“非常規”石油定義。被歸類為“常規”的開採技術使用“非常規手段”，例如回注氣體或使用熱”，而不是傳統的石油開採方法。隨著新技術的使用增加，“非常規”採油已成為常態而不是例外
。

#### 油砂
油砂是一种黏土、水、石油和沥青的混合物，是一種膠狀的黑色物質、非常規石油。約兩噸的油砂才能提煉出一桶原油，油砂含油量約佔本身兩成左右。焦油砂占据了世界石油储量的66%，主要分布在加拿大。

##### 各地开采与使用
目前加拿大的估計可採量達3150億桶以上，僅次於沙特阿拉伯之原油蘊藏量。目前加拿大每天能開採約100萬桶原油，未來計劃提升至每天200萬桶原油的數量。
台灣中油公司於2008年和加拿大當地的印地安油砂公司合作，雙方簽署8億加元投資的備忘錄將合作開採油砂。
2013年，美国拟為拱心石輸油管道擴建專門運輸油砂的管線，稱之為「XL工程」；正當参议院拟投票為工程开绿灯之時，因其对环境影响极大而遭油管沿線地區民眾嚴重抗議，在不到24小时內集合了60万份请愿书。最終，時任总统奧巴馬在諮詢過當地農民及原住民部落的意见后，否決了油砂管線工程。

#### 页岩气
页岩气是一种以游离和吸附为主要赋存方式而蕴藏于页岩层中的天然气，并且该吸附过程以物理吸附、自发进行以及放热为特征。过去十年内，页岩气已成为美国一种日益重要的天然气资源，同时也得到了全世界其他国家的广泛关注。2000年，美国页岩气产量仅占天然气总量的1%；而到2010年，因为水力压裂、水平钻井等技术的发展，页岩气所占的比重已超过20%。根据美国能源信息署（Energy Information Administration）的预测，到2035年时，美国46%的天然气供给将来自页岩气。
一些分析人士预计，页岩气将大幅度增加全球能源供给。据估算，中国的页岩气可採储量居世界首位，俄國次之、美國緊跟在後。中国陆域页岩气地质资源潜力为134.42万亿立方米，可採资源潜力为25.08万亿立方米（不含青藏区）其中已获工业气流或有页岩气发现的评价单元，面积约88万平方公里，地质资源为93.01万亿立方米，可採资源为15.95万亿立方米。莱斯大学贝克公共政策研究中心（Baker Institute of Public Policy）的一项研究认为，美国与加拿大页岩气产量的增长将会削弱俄罗斯及波斯湾国家对出口至欧洲国家的天然气价格的控制。奥巴马政府相信，页岩气的持续发展可以降低温室气体的排放。（2012年，美国的二氧化碳排放量降到了二十年来的最低值）不过也有研究宣称，与常规天然气相比，页岩气的开发与使用可能产生更多的温室气体。而另外一些研究则反驳说该指责高估了甲烷的泄露率及其全球暖化潜势。还有研究则指出，一些页岩气井的产量递减率很高，可能导致最终的页岩气产量将比目前预计的更低。

#### 緻密油
緻密油（也稱為頁岩油、頁岩儲層油或輕質緻密油，簡稱 LTO）是在低滲透率而含油地層中的輕質原油，通常為頁岩或緻密砂岩。 有經濟效益的緻密油地層生產，需要水力壓裂和水平井技術，與生產頁岩氣相同。緻密油與油頁岩（富含乾酪根的頁岩）或頁岩油（從油頁岩中提取的油）常被混淆。因此，國際能源署建議使用“輕質緻密油”一詞來指代頁岩或其他滲透率非常低的地層生產的石油，而世界能源理事會的 2013 年世界能源報告則使用“緻密油”和“頁岩儲層油” 。
緻密油頁岩地層是非均質的，並且在相對較短的距離內變化很大。 壓裂緻密油藏可分為四個類型。 I 型基質的孔隙度和滲透率很小——導致裂縫主導著儲存能力和流體流動路徑。 II 型基質孔隙度和滲透率低，但基質提供儲存能力，而裂縫提供流體流動路徑。 III 型是微孔儲層，基質孔隙度高，但基質滲透率低，因此在流體流動路徑中誘導裂縫占主導地位。 Ⅳ類為大孔隙儲層，基質孔隙度和滲透率高，基質既提供儲量，又提供流道，而裂縫僅提高滲透率。

## 參阅
- 能源開發
- 替代燃料
- 费托合成
- 世界能源消耗量